# Piccardia (provincia)
(Jules Michelet)
La Piccardia (francese: Picardie) era una delle antiche province francesi.
Essa coincide solo in parte con l'omonima ex regione amministrativa della Piccardia: in particolare, la Piccardia storica era composta dall'attuale dipartimento della Somme, dal nord dell'Oise e dell'Aisne, e infine dal Boulonnais, la regione costiera di Nord-Passo di Calais.
Il capoluogo storico era la città di Amiens.

## Galleria d'immagini

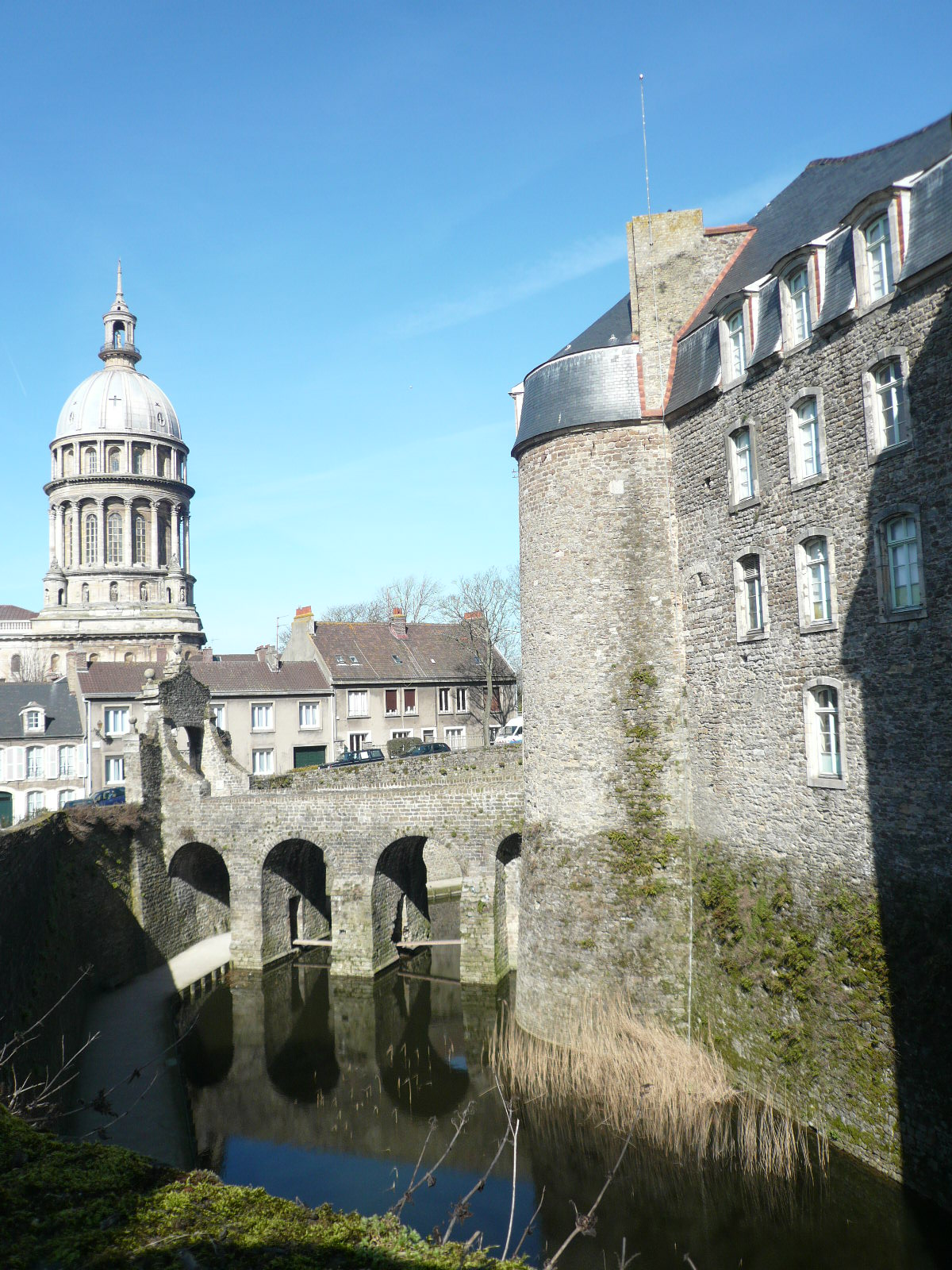
Fossato del castello-museo e la cupola della basilica, Boulogne sur Mer
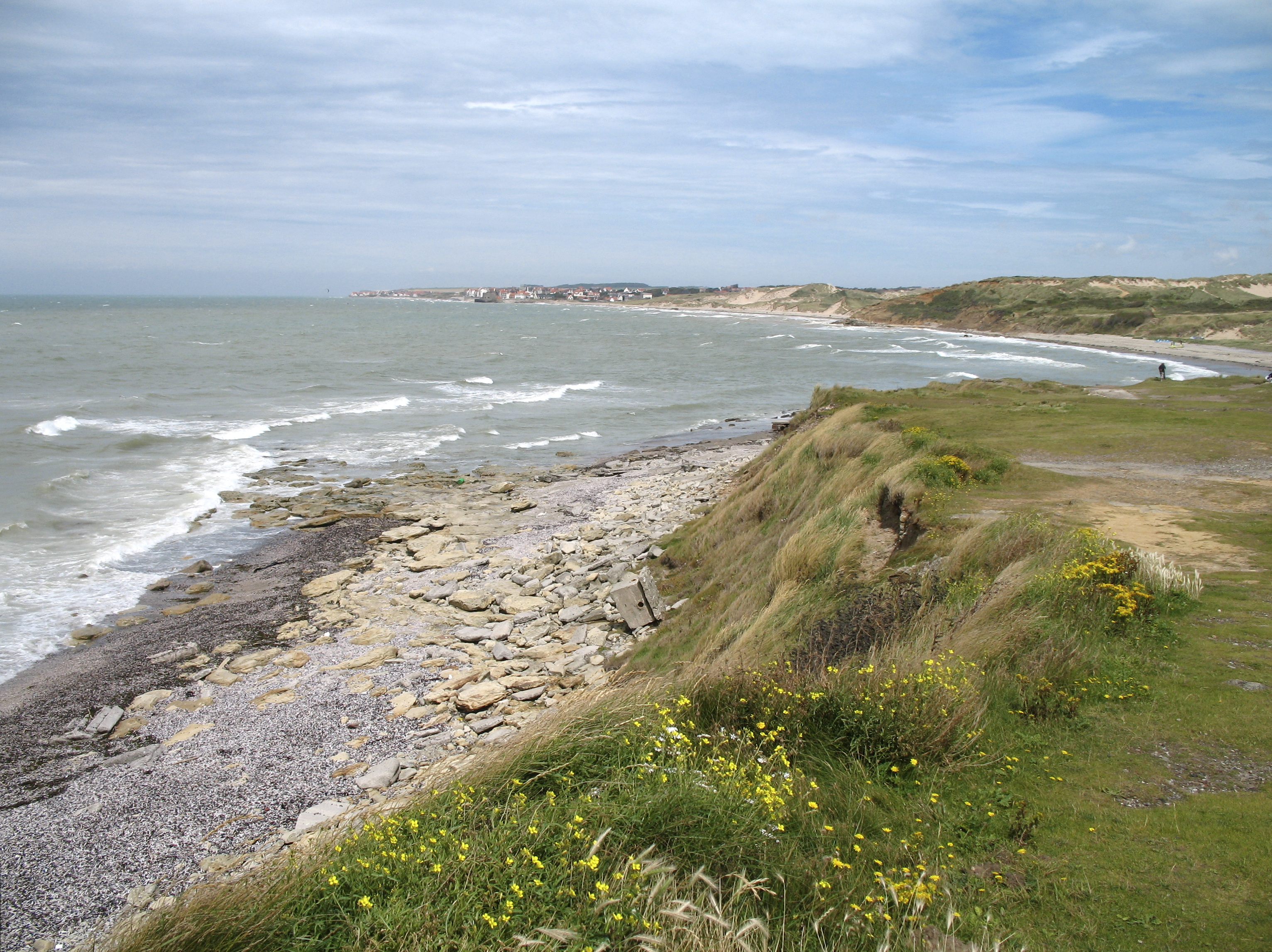
Wimereux
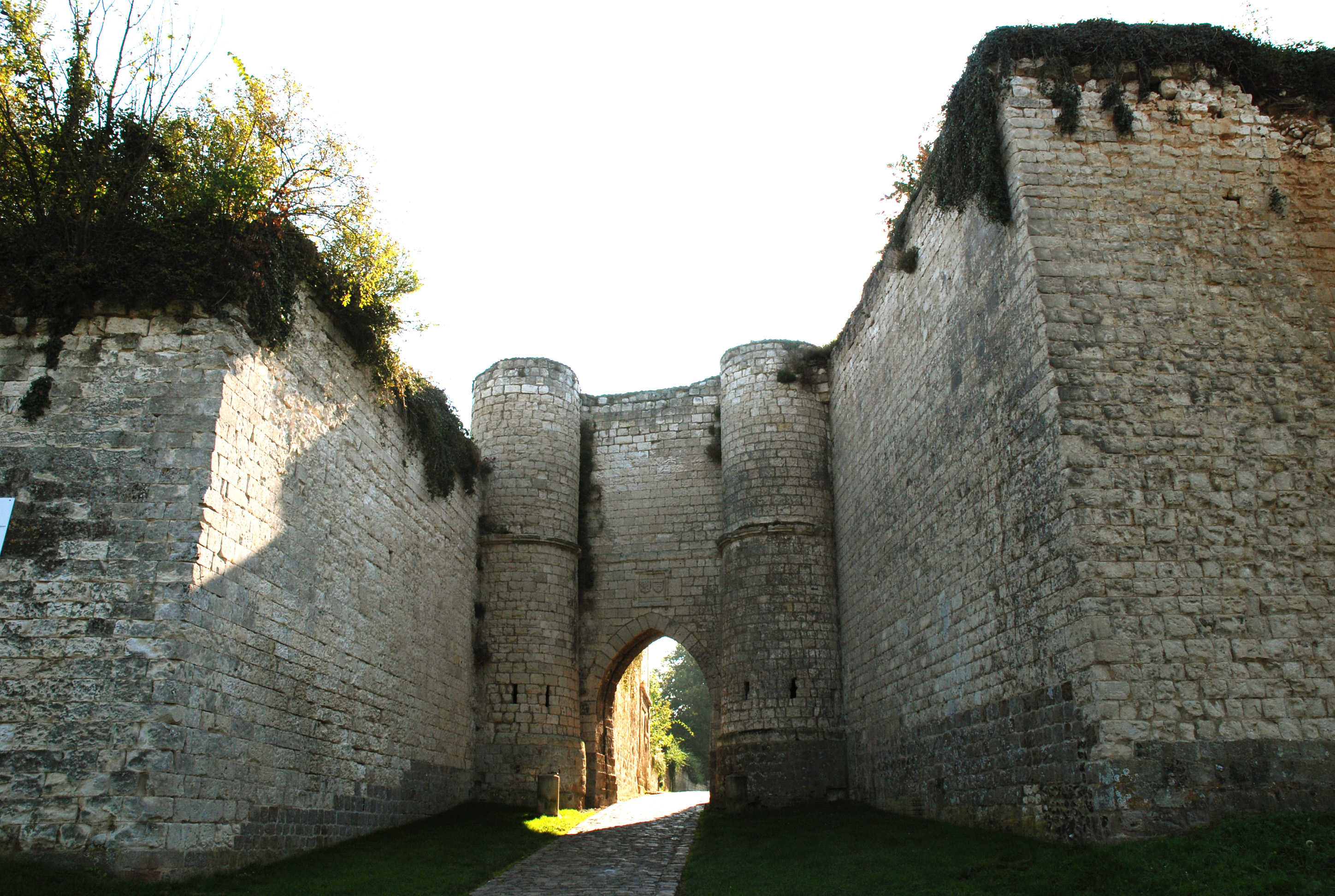
Castello di Picquigny
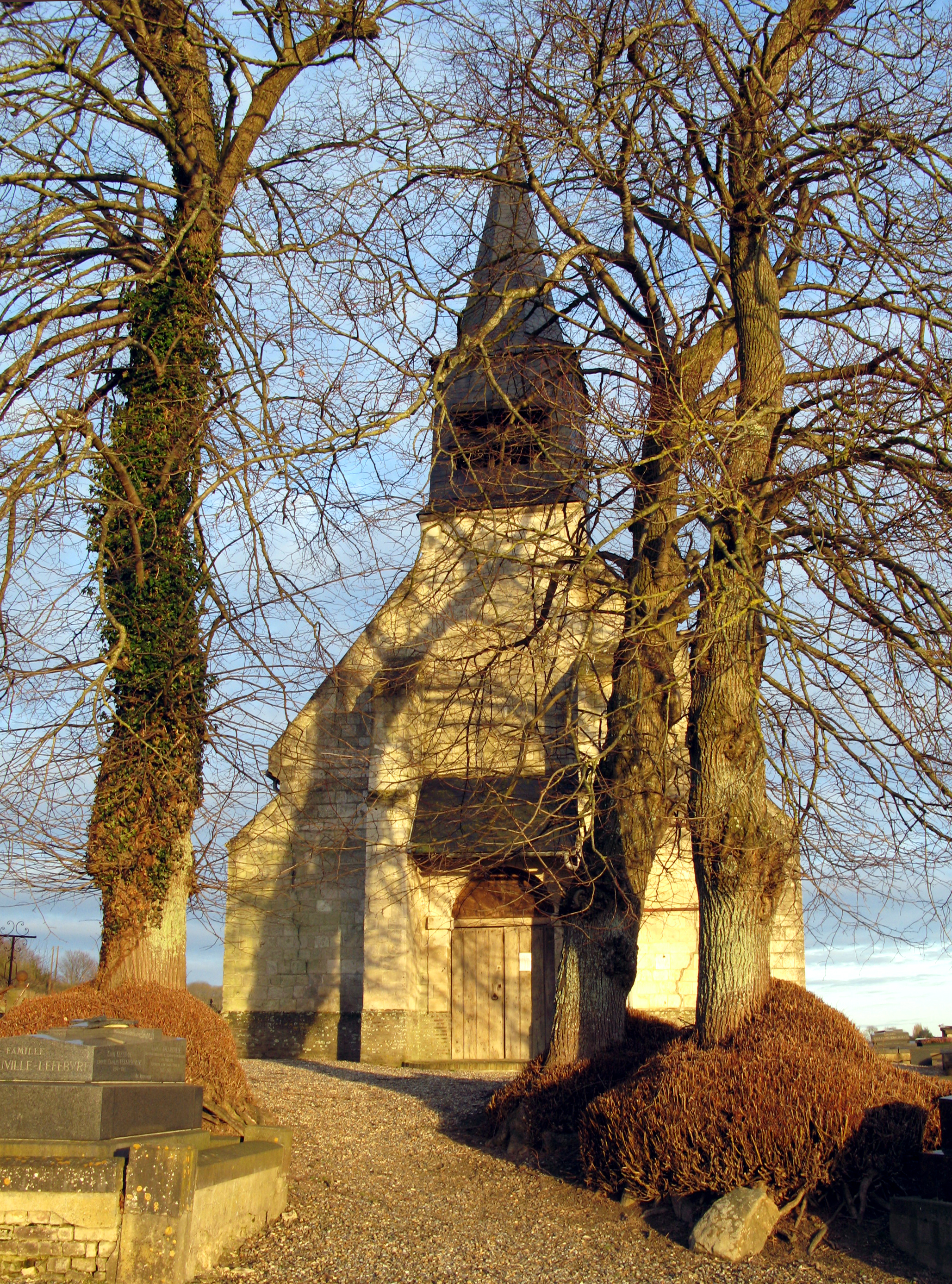
Chiesa di Eaucourt-sur-Somme (facciata ovest)
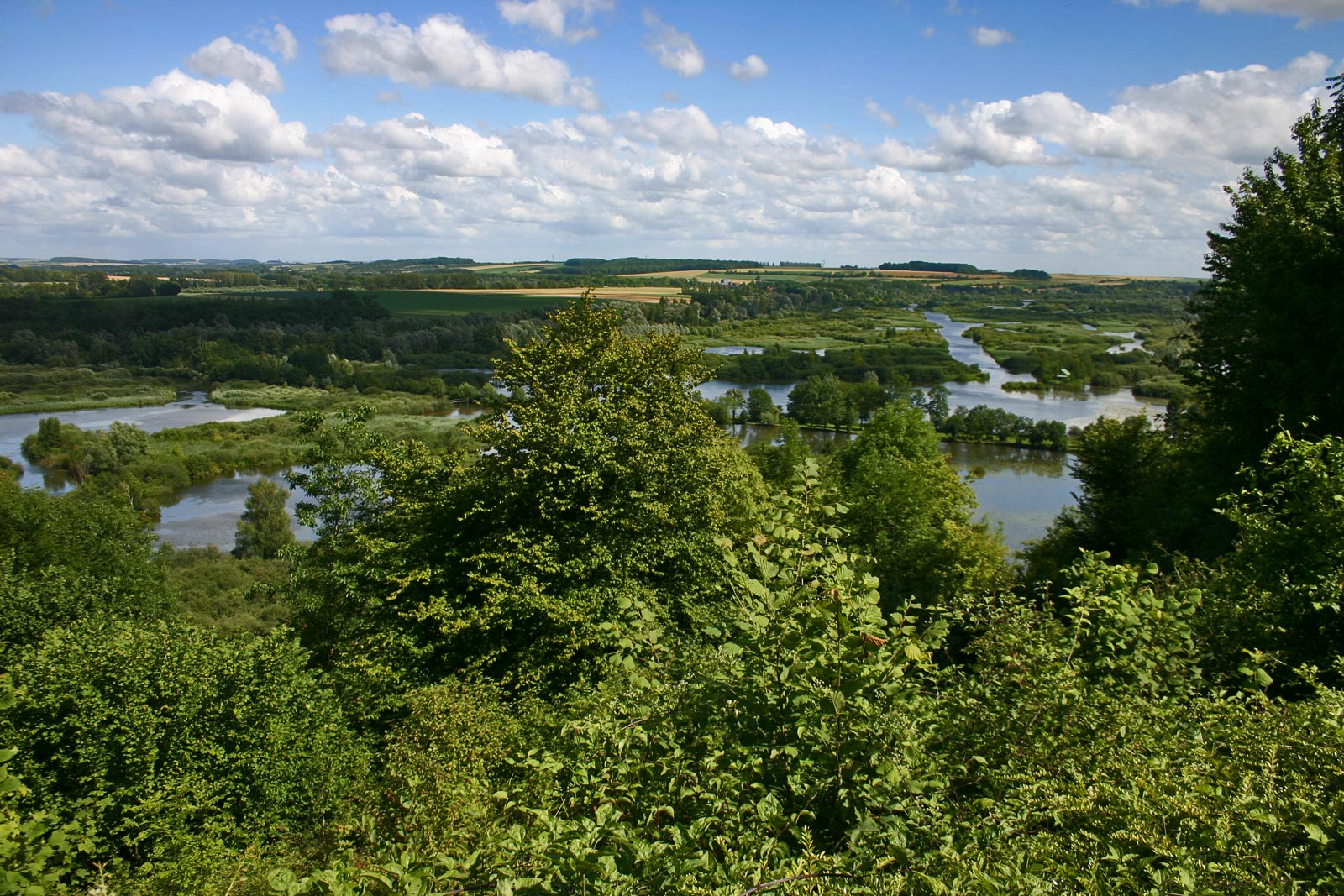
Belvedere di Vaux
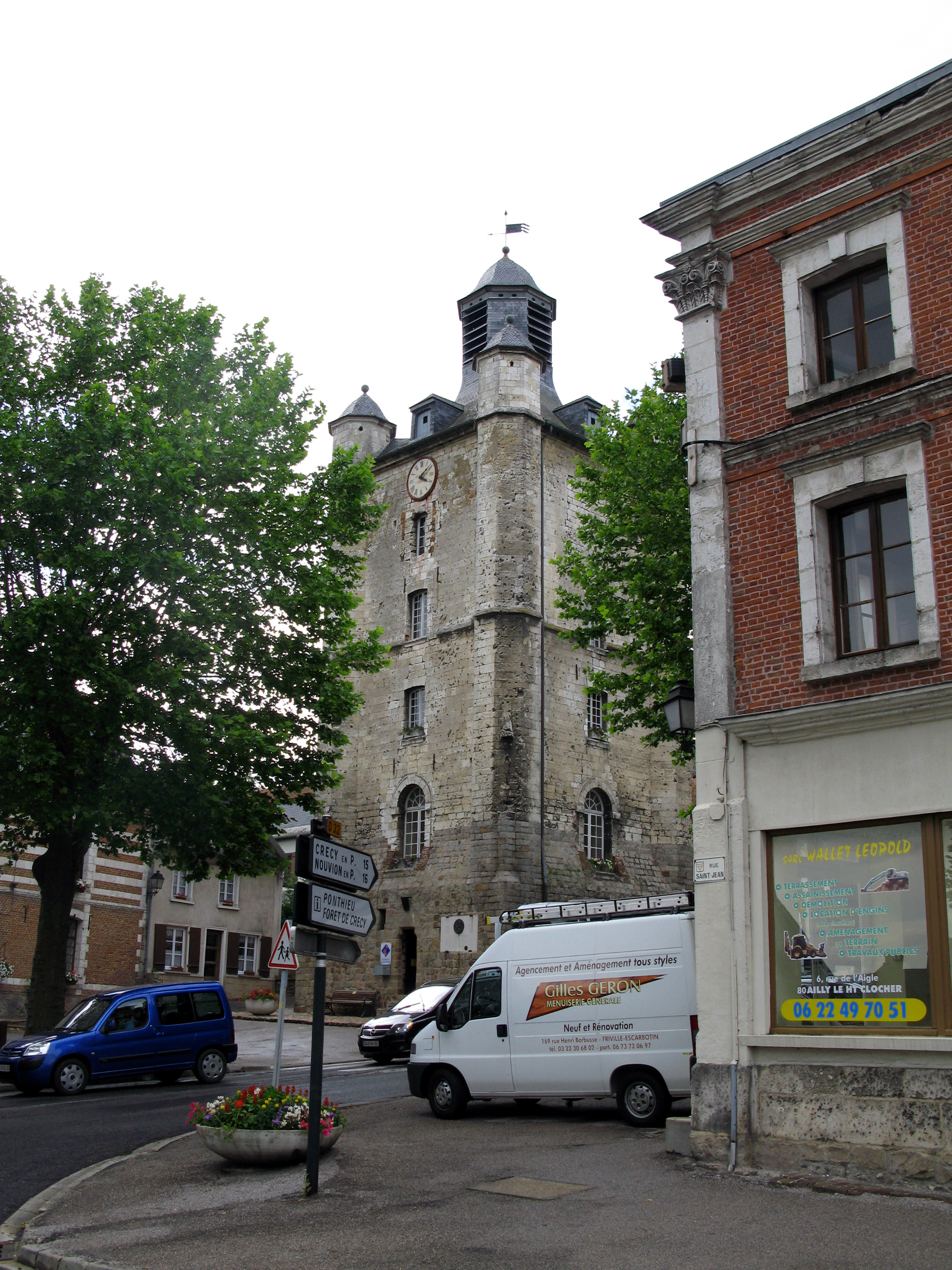
Torrecivica di Saint-Riquier
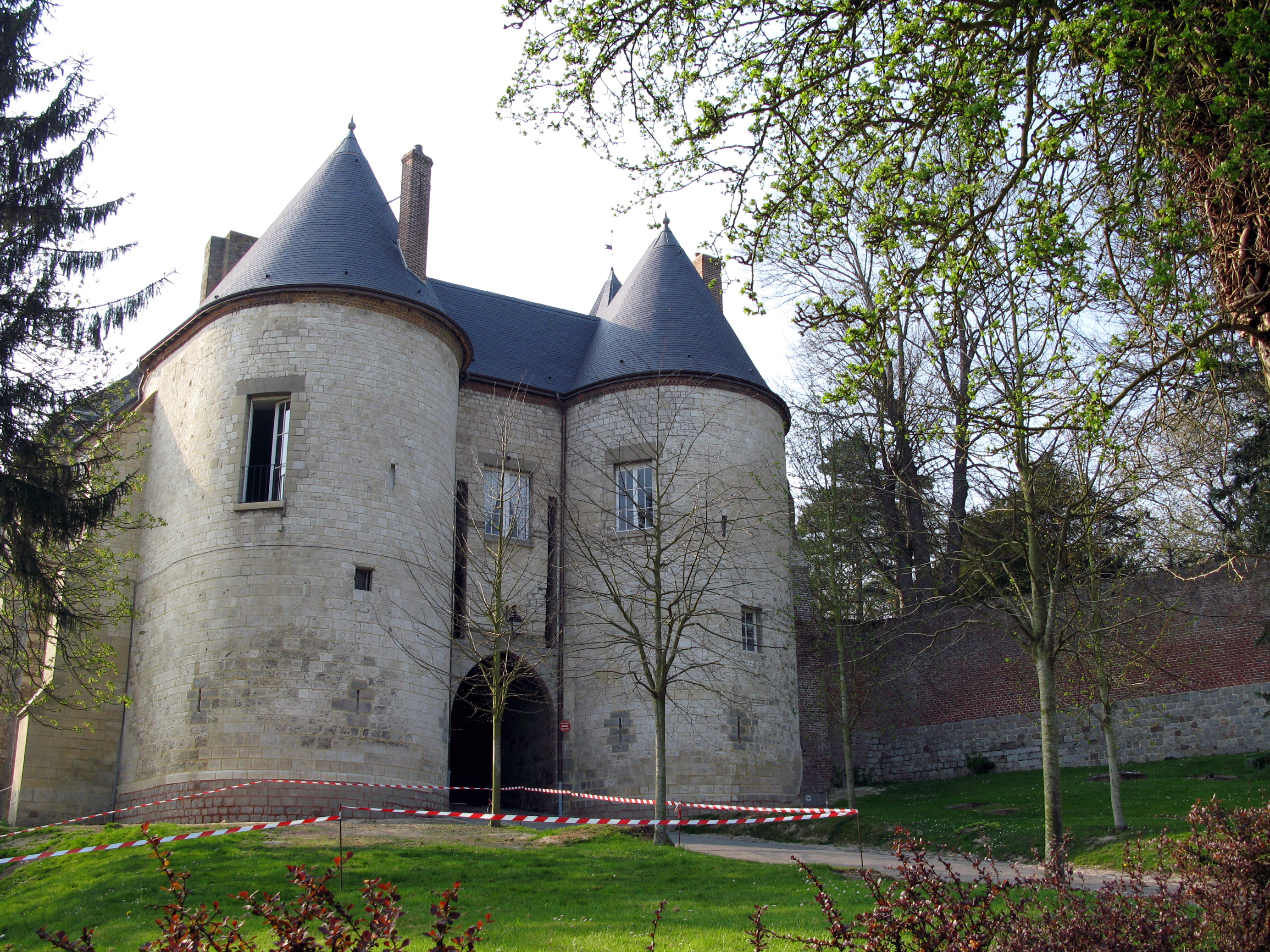
Castello di Lucheux